# Carlos Castañeda (calciatore)
Carlos Castañeda (4 gennaio 1963) è un ex calciatore guatemalteco, di ruolo attaccante.

## Biografia
Partecipò ai giochi olimpici del 1988, giocando tre partite e segnando un gol all'Italia.